# Spiroctenus purcelli
Espèce
Spiroctenus purcelli est une espèce d'araignées mygalomorphes de la famille des Bemmeridae.

## Distribution
Cette espèce est endémique du Cap-Occidental en Afrique du Sud,. Elle se rencontre vers Simon's Town.

## Description
Le mâle holotype mesure 19,5 mm.

## Étymologie
Cette espèce est nommée en l'honneur de William Frederick Purcell.

## Publication originale
- Tucker, 1917 : On some South African Aviculariidae (Arachnida). Families Migidae, Ctenizidae, Diplotheleae and Dipluridae. Annals of the South African Museum, vol. 17, p. 79-138 (texte intégral).